# El Cacao (Panama)
El Cacao è un comune (corregimiento) della Repubblica di Panama situato nel distretto di Capira, provincia di Panama. Si estende su una superficie di 177,1 km² e conta una popolazione di 4.951 abitanti (censimento 2010).